# بنه‌فلد
بنه‌فلد (به هلندی: Benneveld) یک منطقهٔ مسکونی در هلند است که در کوفوردن واقع شده‌است. بنه‌فلد ۱۸۰ نفر جمعیت دارد.